# Нордеште
Норде́ште (порт. Nordeste; МФА: [nuɾ.ˈdeʃ.tɨ], Нурде́шти, «Північносхідне») — муніципалітет і містечко в Португалії, в автономному регіоні Азорські острови. Розташований на острові Сан-Мігел в Атлантичному океані, на теренах історичної португальської провінції Азори. Належить до Ангрської діоцезії Католицької церкви в Португалії. Права міського самоврядування має з 1514 року. Поділяється на 9 парафій.  Площа муніципалітету — 101,51 км², населення муніципалітету — 4937 ос. (2011); густота населення — 48,64 осіб/км²
. Патрон — Діва Марія. Святковий день муніципалітету — 18 липня. Поштовий індекс — 9630.  Код місцевої адміністративної одиниці — 2011. Складова статистичного регіону Азори.

## Географія
Нордеште розташоване на Азорських островах в Атлантичному океані, на південному сході острова Сан-Мігел.
Нордеште розташоване за 46 км на схід від міста Понта-Делгада на східному березі острова Сан-Мігел. 
Муніципалітет межує: 
- на півночі — Атлантичний океан
- на сході — Атлантичний океан
- на півдні — муніципалітет Повуасан
- на заході — муніципалітет Рібейра-Гранде

## Історія
1514 року португальський король Мануел I надав Нордеште форал, яким визнав за поселенням статус містечка та муніципальні самоврядні права.

## Населення
| Кількість мешканців | Кількість мешканців | Кількість мешканців | Кількість мешканців | Кількість мешканців | Кількість мешканців | Кількість мешканців | Кількість мешканців | Кількість мешканців | Кількість мешканців | Кількість мешканців | Кількість мешканців | Кількість мешканців | Кількість мешканців | Кількість мешканців | Кількість мешканців |
| ------------------- | ------------------- | ------------------- | ------------------- | ------------------- | ------------------- | ------------------- | ------------------- | ------------------- | ------------------- | ------------------- | ------------------- | ------------------- | ------------------- | ------------------- | ------------------- |
| 1864                | 1878                | 1890                | 1900                | 1911                | 1920                | 1930                | 1940                | 1950                | 1960                | 1970                | 1981                | 1991                | 2001                | 2011                |                     |
| 7 647               | 8 668               | 9 985               | 10 031              | 9 552               | 9 135               | 10 006              | 10 727              | 11 553              | 11 180              | 8 885               | 6 803               | 5 490               | 5 291               | 4 937               |                     |

## Парафії
1. Ашада
2. Ашадінья
3. Алгарве
4. Ломб-да-Фазенда
5. Нордеште
6. Салга
7. Сантана
8. Санту-Антоніу-де-Нордештінью
9. Сан-Педру-де-Нордештінью